# Tartu PSR
Tartu PSR (est. Tartu Politseiringkond) – estoński klub piłkarski z siedzibą w Tartu.

## Historia
Klub został założony w czasie II wojny światowej. W 1942 debiutował w najwyższej lidze Mistrzostw Estonii i został mistrzem. W następnym sezonie zajął przedostatnie 5 miejsce. W 1944 klub został rozwiązany.

## Sukcesy
- Mistrzostwa Estonii:

mistrz: 1942
- Puchar Estonii:

zdobywca: 1943